# Microdon bruesi
Microdon bruesi är en tvåvingeart som beskrevs av Hull 1945. Microdon bruesi ingår i släktet myrblomflugor, och familjen blomflugor. Inga underarter finns listade i Catalogue of Life.